# Carl E. Heiles
Carl Eugene Heiles (né le 22 septembre 1939) est un astrophysicien américain connu pour sa contribution à la compréhension de la matière interstellaire diffuse grâce à la radioastronomie d'observation.

## Biographie
Heiles est né à Toledo, Ohio . Il fait ses études de premier cycle à l'Université Cornell, obtenant un diplôme en génie physique, puis son doctorat sous la direction de George B. Field en 1966 à l'Université de Princeton en sciences astrophysiques. Il travaille à l'Université de Californie à Berkeley depuis, et est ensuite professeur d'astronomie.

## Recherches
Alors qu'Heiles est encore étudiant diplômé à Princeton, il écrit un article avec Michel Hénon sur une troisième intégrale de mouvement dans des potentiels axisymétriques, à partir de laquelle l'équation de Hénon-Heiles est tirée ,. Bien que son article avec Hénon ait été cité plus que tous ses autres articles sauf un , la plupart des travaux de Heiles sont dans le domaine de la radioastronomie. Heiles fait partie de l'équipe qui découvre le premier pulsar milliseconde, PSR B1937+21 . Heiles joue également un rôle central dans la compréhension du gaz diffus dans le milieu interstellaire, principalement grâce à l'observation de la raie de l'hydrogène. Son rôle dans ce domaine est tel qu'une conférence à l'Observatoire d'Arecibo à Porto Rico sur la matière diffuse est organisée en l'honneur du 65e anniversaire de Heiles . Les observations de ce gaz permettent de développer une meilleure compréhension de la formation des étoiles et des champs gravitationnels et magnétiques galactiques.
Il reçoit le prix Dannie-Heineman d'astrophysique en 1989 pour un travail exceptionnel en astrophysique  et le Prix Noyce d'excellence en enseignement de premier cycle en 2002 . Il est membre de l'Académie nationale des sciences . Il est élu Legacy Fellow de l'Union américaine d'astronomie en 2020 .